# Ла-Валь-д'Уйшо
Ла-Валь-д'Уйшо, Валь-де-Ушо (валенс. La Vall d'Uixó (офіційна назва), ісп. Vall de Uxó) — муніципалітет в Іспанії, у складі автономної спільноти Валенсія, у провінції Кастельйон. Населення — 32 983 особи (2010).

## Географія
Муніципалітет розташований на відстані близько 300 км на схід від Мадрида, 25 км на південний захід від міста Кастельйон-де-ла-Плана.

## Демографія
Динаміка населення (INE ):